# Kendale Lakes
Kendale Lakes é uma Região censo-designada localizada no estado americano da Flórida, no Condado de Miami-Dade.

## Demografia
Segundo o censo americano de 2000, a sua população era de 56.901 habitantes.

## Geografia
De acordo com o United States Census Bureau tem uma área de 22,3 km², dos quais 21,2 km² cobertos por terra e 1,1 km² cobertos por água.

## Localidades na vizinhança
O diagrama seguinte representa as localidades num raio de 8 km ao redor de Kendale Lakes.